# Ioan Gruffudd
Ioan Gruffudd (/grifið/), né le 6 octobre 1973 à Llwydcoed, dans le Rhonda Cynon Taf au pays de Galles, est un acteur britannique.
Il débute et se fait remarquer dans la série télévisée britannique Hornblower (1998-2003).
Au cinéma, il poursuit sa percée en jouant dans des films comme Titanic (1997), 102 Dalmatiens (2000), La Chute du faucon noir (2001), Le Roi Arthur (2004) et Amazing Grace (2006).
Il est révélé au grand public grâce à son interprétation de Mr Fantastique dans les blockbusters Les Quatre fantastiques (2005) et Les Quatre Fantastiques et le Surfer d'argent (2007). Il s'ensuit des rôles variés dans des longs métrages comme le film fantastique Le Secret de Moonacre (2008), le film d'aventures Sanctum (2011), la comédie dramatique Un cadeau inattendu (2011) ou encore le film familial Les Aventures extraordinaires d'un apprenti détective (2014).
Il s'installe également à la télévision et porte l'éphémère série dramatique Ringer (2011-2012) aux côtés de Sarah Michelle Gellar. Ensuite, il incarnera l'immortel Henry Morgan dans la série fantastique Forever avec Alana de la Garza (2014-2015) avant de revenir, depuis 2017, dans la série thriller Liar : la nuit du mensonge aux côtés de Joanne Froggatt.
Il renoue avec le succès aussi au cinéma, en jouant dans le film catastrophe San Andreas (2015) pour rejoindre ensuite le drame historique The Professor and the Madman (2018).
Il incarne aussi avec succès le Dr Harrow, médecin légiste atypique, dans une série télévisée australienne  diffusée entre le 9 mars 2018 et le 11 avril 2021 sur le réseau ABC et en France en 2020 et 2023.

## Biographie

### Enfance et débuts précoces
Ioan Gruffudd est l'aîné de trois enfants et a été élevé par ses parents, tous deux professeurs de gallois. Il manifeste dans un premier temps plus d'intérêt pour la musique que la comédie. Il a gagné des prix pour son chant de baryton. Il est élevé dans la religion chrétienne.
C'est en tant qu'acteur que sa carrière démarre en décrochant son premier rôle à 14 ans dans un feuilleton gallois, Pobol y Cwm, dans lequel il joue de 1987 à 1994.
À 18 ans, il entre à la Royal Academy of Dramatic Art de Londres. En 1995, son interprétation dans la pièce de théâtre Hedda Gabler lui permet de décrocher l'un des premiers rôles du téléfilm Poldark aux côtés de John Bowe, diffusé en 1996.
En 1997, il joue son premier rôle au cinéma en interprétant l'officier Harold Lowe dans la superproduction Titanic de James Cameron, la même année il joue dans le film biographique Oscar Wilde de Brian Gilbert avec Stephen Fry dans le rôle-titre.

### Carrière

#### Révélation à la télévision et percée au cinéma

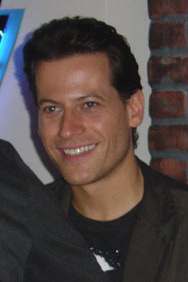
Photographié en 2005.

En 1999, il incarne le lieutenant Feeley dans le téléfilm Warriors, l'impossible mission de Peter Kominsky, produit par la BBC. Ce téléfilm, diffusé en France en 2000, a obtenu plusieurs récompenses ; il traite de la passivité et de l'impuissance des forces de l'ONU pendant la guerre de Bosnie.
Entre 1998 et 2003, il tient le rôle du personnage éponyme dans les huit épisodes de la série télévisée Hornblower, librement inspirée des romans de C. S. Forester. En 1999, il reçoit un FIPA d'or pour sa prestation dans la série. Le show est également mainte fois cité et récompensé, lors de prestigieuses cérémonies de remises de prix,,,,,,,.
Entre-temps, il porte le film britannique nommé à l'Oscar du meilleur film en langue étrangère, Solomon and Gaenor pour lequel l'acteur a dû apprendre à parler le Yiddish.
En 2000, il rencontre sa compagne Alice Evans sur le tournage de Les 102 Dalmatiens, suite de la comédie à succès Les 101 Dalmatiens de Disney. En 2001, il apparaît aux côtés de Claudia Schiffer dans le clip vidéo Uptown Girl du boys band Westlife avec d'autre acteurs comme Robert Bathurst, Crispin Bonham-Carter, Tim McInnerny et James Wilby.
Il enchaîne ensuite les rôles dans des longs métrages comme la comédie musicale Annie-Mary à la folie ! (2001) avec Rachel Griffiths et Jonathan Pryce, le film de guerre La Chute du faucon noir (2002) avec Josh Hartnett, Ewan McGregor et Orlando Bloom mais également le film policier Shooters (2002).
2003 est une année charnière pour l'acteur : il est à l'affiche du film d'horreur Les Témoins aux côtés de Christina Ricci et du drame indépendant This Girl's Life avec Juliette Marquis et James Woods. Son premier rôle majeur se trouve dans Le Roi Arthur de Antoine Fuqua où il interprète le chevalier Lancelot.
L'année suivante, en 2004, il fait partie du casting de la série judiciaire et de science-fiction Century City où il incarne le jeune avocat Lukas Gold aux côtés de Viola Davis. Cette série est un échec, elle est déprogrammée au bout de quatre semaines par manque d'audience.

#### Révélation internationale et perte de vitesse

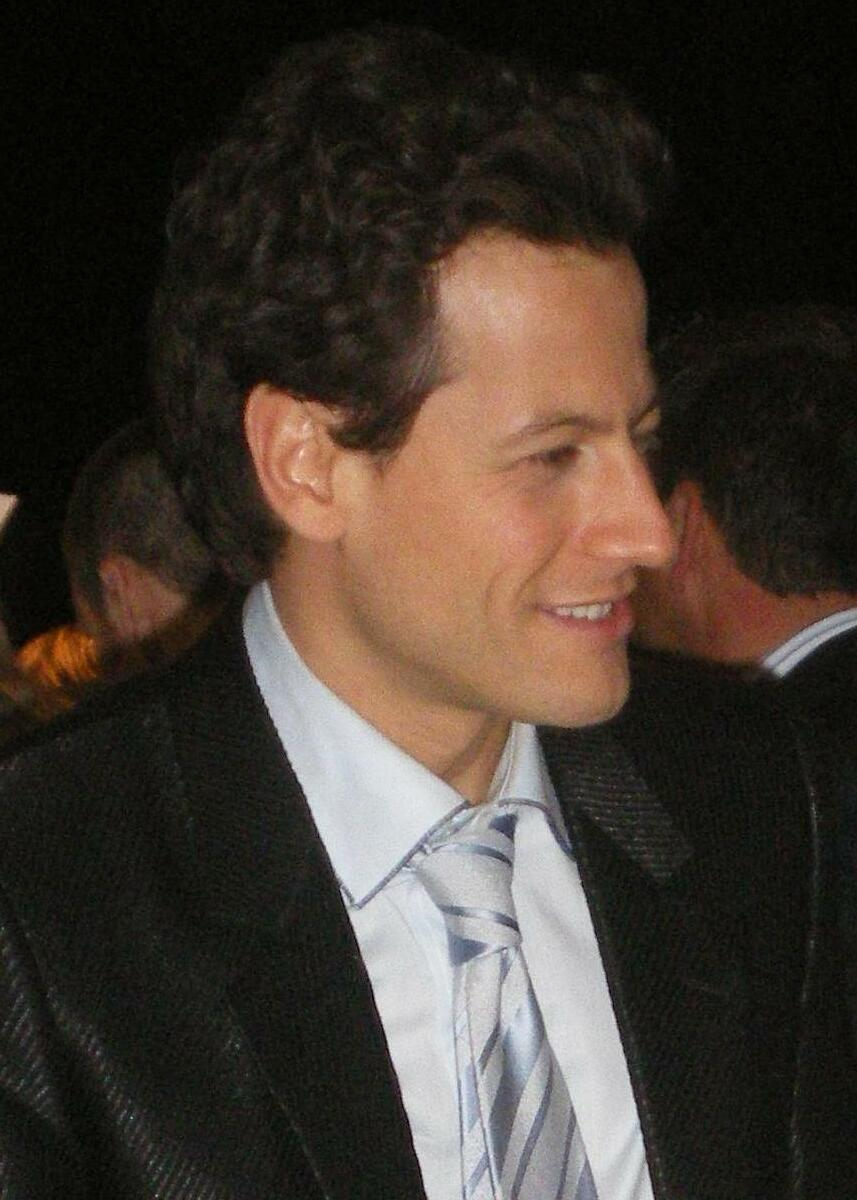
En promotion pour Les Quatre Fantastiques et le Surfer d'argent, en 2007.

En 2005, il obtient le rôle qui lui permet d'accéder à la notoriété. En effet, il prête ses traits au Mr Fantastique dans l'adaptation du comic book Les Quatre Fantastiques, le film est un succès commercial. L'acteur rempile alors pour sa suite, Les Quatre Fantastiques et le Surfer d'argent.
La même année, il est pressenti pour succéder à Pierce Brosnan dans le rôle de James Bond, mais c'est Daniel Craig qui est choisi. Son nom sera à nouveau évoqué en 2013 lorsque Craig envisageait d'abandonner le rôle.
En 2006, son interprétation de William Wilberforce séduit dans le biopic Amazing Grace dont il occupe le rôle principal,. La même année, il donne la réplique à David Duchovny et Sigourney Weaver pour la comédie The TV Set.
En 2008, il est à l'affiche de quatre longs métrages mais peine à convaincre : il prête sa voix au film d'animation Agent Crush, qui passe inaperçu, il joue dans le drame chorale Fireflies in the Garden, très mal reçu puis il joue dans le film fantastique Le Secret de Moonacre, qui sort dans un nombre de salles limitées. On l'aperçoit également, dans le biopic W. : L'Improbable Président qui suscite au moins l'intérêt, et il tient un rôle secondaire dans un téléfilm de Glenn Gordon Caron.
En 2010, il prête sa voix le temps d'un épisode d'American Dad!, il l'avait déjà fait quelques années auparavant. Au cinéma, il se contente d'apparaître dans le drame The Kid porté par le jeune Rupert Friend.

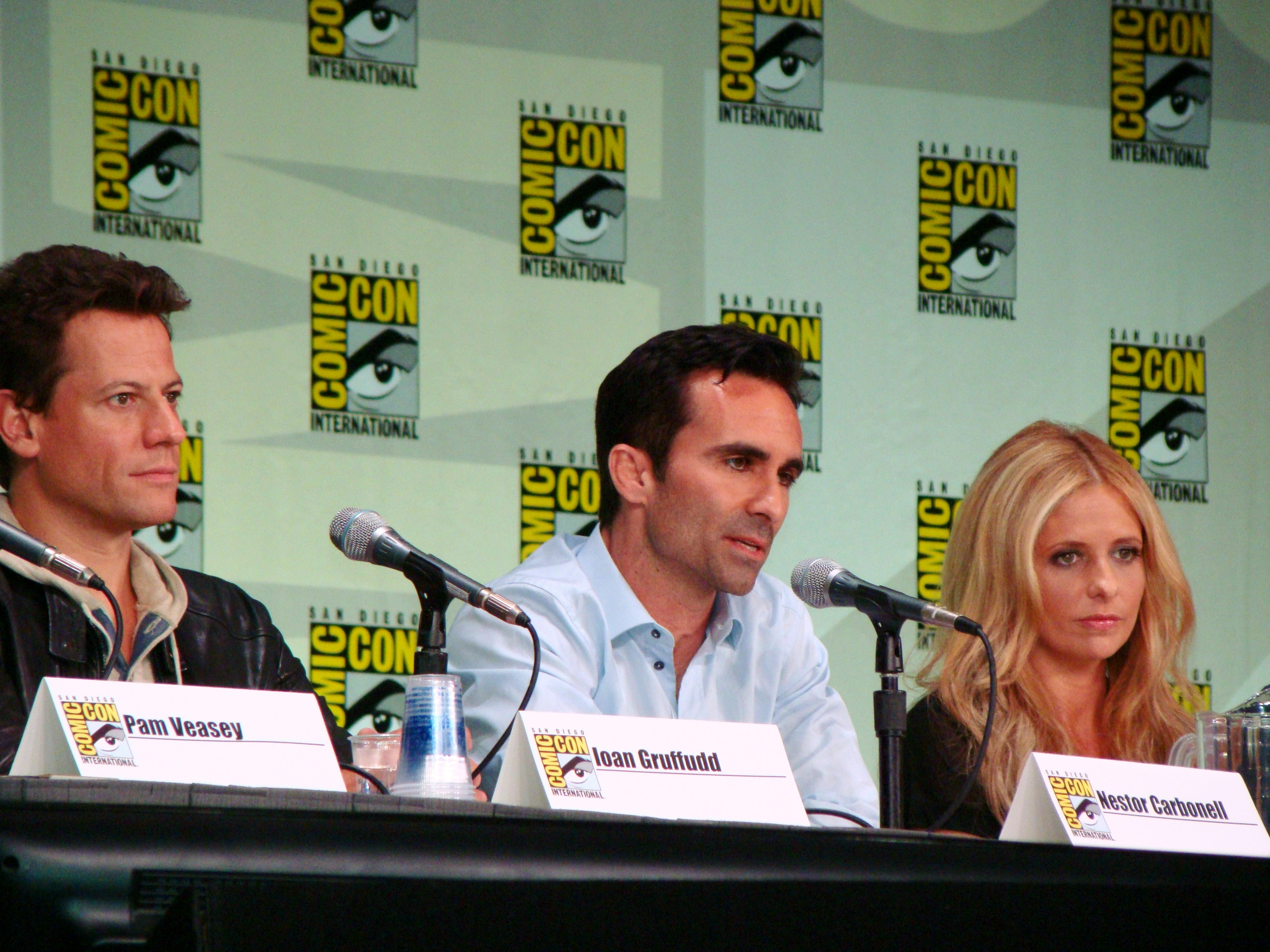
Ioan Gruffud, Nestor Carbonell et Sarah Michelle Gellar, lors du Comic-Con 2011 pour la présentation de la série télévisée Ringer.

De 2011 à 2012, il décroche un rôle de premier plan dans la série dramatique Ringer qui marque le retour de Sarah Michelle Gellar. La série devait initialement être diffusée sur le réseau CBS et c'est finalement la chaîne The CW. Le public et les audiences de la chaîne n'étant pas comparables, la série déçoit et ne connait pas de seconde saison.
Entre-temps, l'acteur joue un petit rôle dans la comédie à succès Comment tuer son boss ? et porte la comédie dramatique indépendante Un cadeau inattendu avec Toni Collette. Il fait également partie des têtes d'affiche du film d'aventures Sanctum.
En octobre 2013, il décroche un petit rôle et donne de la voix, dans deux épisodes de la saison 5 de Glee. Cette année-là, l'acteur apparaît aussi dans les séries Monday Mornings, Castle et La Diva du divan.

#### Retour télévisuel et regain
En 2014, il revient sur le devant de la scène, lorsqu'il signe pour le rôle principal de la série Forever. Une série policière et fantastique, qui suit le docteur Henry Morgan, un médecin légiste immortel mettant à son profit son savoir-faire et son expérience en aidant à résoudre des enquêtes criminelles tout en recherchant un remède à sa malédiction. En dépit de critiques favorables et d'un grand succès en Europe, la chaîne américaine ABC décide d'annuler la série. Elle est constituée d'une seule saison de 22 épisodes. Il n'a pas plus de chances, au cinéma, avec l'échec de la comédie romantique Comment séduire une amie, portée par le tandem Chris Evans et Michelle Monaghan
En 2015, il décroche un second rôle dans le film catastrophe à succès, San Andreas donnant la réplique à Dwayne Johnson, Carla Gugino et Alexandra Daddario. L'année d'après, il joue les guest star le temps d'un arc narratif de cinq épisodes dans la seconde saison de la série télévisée Unreal.
En 2017, il est de retour dans la série Liar: la nuit du mensonge où il y campe le rôle principal masculin. La série est un succès et une seconde saison est annoncée pour 2019. Côté cinéma, il seconde Bella Thorne dans le thriller horrifique Keep Watching, commercialisé au moment d'Halloween aux États-Unis et se joint à la distribution du drame biographique The Professor and the Madman. Il s'agit d'une adaptation cinématographique du livre Le Fou et le Professeur (The Surgeon of Crowthorne) de Simon Winchester.
Dans le même temps, il connaît un autre succès en enfilant à nouveau le costume de médecin légiste pour jouer le rôle principal de la série télévisée Harrow, une production australienne diffusée sur le réseau ABC. Ce show suit le quotidien du docteur Daniel Harrow, peu orthodoxe qui méprise l’autorité et n’a que peu d’empathie pour les victimes. Il résout des enquêtes étranges et n’hésite pas à briser des règles pour révéler la vérité. La série est rapidement renouvelée pour une seconde saison.

## Vie privée

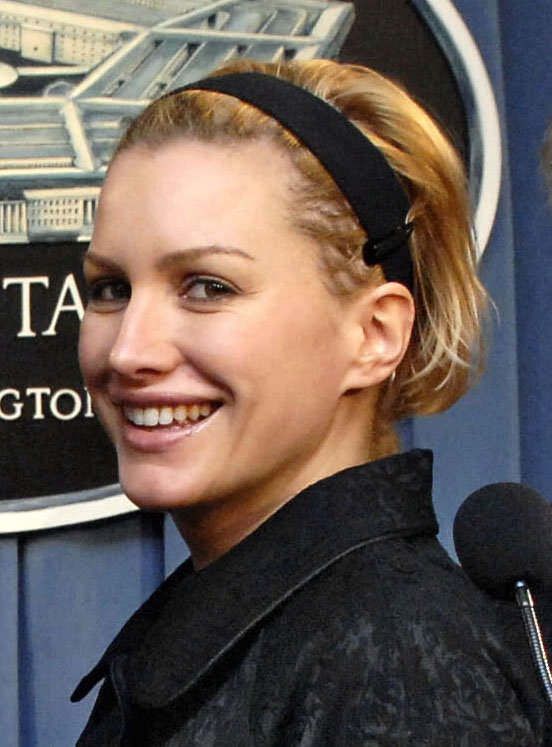
L'ex épouse de Ioan Gruffudd, l'actrice Alice Evans.

Ioan Gruffudd s'est marié à Alice Evans le 14 septembre 2007 au Mexique. Le couple s'est rencontré en 2000 sur le tournage des 102 dalmatiens. Ils sont les parents de deux filles, Ella Betsi (née le 6 septembre 2009) et Elsie Marigold (née le 13 septembre 2013).
En janvier 2021, il décide de se séparer d'elle et de demander le divorce. Après une longue procédure, une ordonnance de protection permanente est signée en 2022 et interdit à l’actrice américaine de mentionner son ex-mari et sa nouvelle petite amie, Bianca Wallace.
Il a vécu un temps, à Londres, avec Matthew Rhys, dont il est resté proche, et Michael Sheen. C'est également un proche ami de Jamie Bamber.
Il s'est marié avec Bianca Wallace en avril 2025. En juin 2025, ils annoncent attendre leur premier enfant.

## Filmographie

### Cinéma

#### Longs métrages
- 1997 : Titanic de James Cameron : le cinquième officier Harold Lowe
- 1997 : Oscar Wilde de Brian Gilbert : John Gray
- 1999 : Solomon and Gaenor de Paul Morrison : Solomon Levinsky
- 2001 : 102 Dalmatiens (102 Dalmatians) de Kevin Lima : Kevin Shepherd
- 2001 : Another Life de Philip Goodhew : Frederick Edward Francis Bywaters
- 2001 : Annie-Mary À La Folie ! (Very Annie Mary) de Sara Sugarman : Hob
- 2001 : Happy Now de Philippa Cousins : Max Bracchi
- 2002 : La Chute Du Faucon Noir (Black Hawk Down) de Ridley Scott : Lieutenant John Beales
- 2002 : Shooters de Glenn Durfort et Colin Teague : Freddy Guns
- 2003 : Les Témoins (The Gathering) de Brian Gilbert : Dan Blakeley
- 2003 : Y Mabinogi de Derek W. Hayes : King Bendigeidfran (voix)
- 2003 : This Girl's Life de Ash Baron-Cohen : Daniel
- 2004 : Le Roi Arthur (King Arthur) d'Antoine Fuqua : Lancelot
- 2005 : Les Quatre Fantastiques (Fantastic Four) de Tim Story : Red Richards / Mr. Fantastique
- 2006 : The TV Set de Jake Kasdan : Richard McCallister
- 2006 : Amazing Grace de Michael Apted : William Wilberforce
- 2007 : Les Quatre Fantastiques et le Surfer d'argent (Fantastic Four : Rise of the Silver Surfer) de Tim Story : Red Richards / Mr. Fantastique
- 2008 : Fireflies in the Garden de Dennis Lee : Addison
- 2008 : Le Secret De Moonacre (The Secret of Moonacre) de Gabor Csupo : Sir Benjamin Merryweather
- 2008 : W. : L'Improbable Président (W.) d'Oliver Stone : Tony Blair
- 2008 : Agent Crush de Sean Robinson : Agent Crush (voix)
- 2010 : The Kid de Nick Moran : Colin Smith
- 2011 : Sanctum de Alister Grierson : Carl Hurley
- 2011 : Comment tuer son boss ? (Horrible Bosses) de Seth Gordon : Wetwork Man
- 2011 : Un cadeau inattendu (Foster) de Jonathan Newman : Alec
- 2013 : Les Aventures extraordinaires d'un apprenti détective (The Adventurer : The Curse of the Midas Box)  de Jonathan Newman : Charles Mundi
- 2014 : Comment séduire une amie (Playing It Cool) de Justin Reardon : Stuffy
- 2015 : San Andreas de Brad Peyton : Daniel Reddick
- 2015 : Forever de Tatia Pillieva : Anthony
- 2017 : Keep Watching de Sean Carter : Carl Mitchell
- 2019 : The Professor and the Madman de Farhad Safinia : Henry Bradley
- 2020 : Ava de Tate Taylor : Peter
- 2024 : Bad Boys: Ride or Die d'Adil El Arbi et Bilall Fallah

#### Courts métrages
- 2005 : The Little Things de Gary Hawes : Simo
- 2011 : Tri Diwrnod Diwetha' de Steffan Phillips : Llais (voix)
- 2013 : Eddie de Cort Kristensen : Le tueur

### Télévision

#### Séries télévisées
- 1994 : Pobol y Cwm : Gareth Wyn Harries
- 1997 : A Mind to Kill : Karl Stranger
- 1999 : Petites histoires entre amants : Jack
- 1998 - 2003 : Hornblower : Horatio Hornblower
- 2002 : La Dynastie des Forsyte (The Forsyte Saga) : Phillip Bosinney
- 2004 - 2005 : Century City : Lukas Gold
- 2005 : La Ligue des justiciers (Justice League) : Mr Miracle / Scott Free / L'ordinateur (voix)
- 2006 / 2010 : American Dad! : Dark Haired Man / Medic (voix)
- 2010 : Batman : L'Alliance des héros  (Batman : The Brave and the Bold) : Armor / Red Ryan (voix)
- 2010 : Ben 10: Alien Force : Devin Levin / Robot Guard (voix,)
- 2010 - 2012 : Les Griffin (Family Guy): Prince Charles / National Geographic Narrator / Un homme (voix)
- 2011 - 2012 : Ringer : Andrew Martin
- 2013 : Castle : Eric Vaughn
- 2013 : Monday Mornings : Dr Stewart Delany
- 2013 : La Diva du divan (Necessary Roughness) : Nolan Powers
- 2014 : Glee : Paolo San Pablo
- 2014 - 2015 : Forever : Dr Henry Morgan
- 2016 : UnReal : John Booth
- 2017 - 2019 : Liar : la nuit du mensonge (Liar) : Andrew Earlham
- 2018 - 2021 : Dr Harrow : Dr Daniel Harrow
- 2022 : La Jeune fille et la nuit de Bill Eagles : Thomas

#### Téléfilms
- 1996 : A Relative Stranger de Endaf Emlyn : Nigel Fraiman
- 1996 : Poldark de Richard Laxton : Jeremy Poldark
- 1999 : Warriors, L'Impossible Mission (Warriors) de Peter Kosminsky : John Feeley
- 1999 : Great Expectations (en) de Julian Jarrold : Pip
- 2002 : Un papa d'enfer de Simon Curtis : Harry Silver
- 2008 : The Meant to Be's de Glenn Gordon Caron : The Man
- 2010 : Un cadeau inattendu de Jonathan Newman : Alec
- 2013 : Under Milk Wood de Pip Broughton : Mog Edwards

#### Jeux vidéo
- 2005 : Les Quatre Fantastiques (Fantastic Four) : Mr Fantastique (voix)

#### Animation
- 2014 : La Ligue des justiciers : Guerre (Justice League : War) : Thomas Morrow (voix)

## Distinctions

### Récompenses
- 1999 : Festival international de programmes audiovisuels documentaires de Biarritz : Golden FIPA du meilleur acteur dans une série télévisée pour Hornblower
- 2008 : 61e cérémonie des British Academy Film Awards : Sian Phillips Award

### Nominations
- 2001 : Online Film & Television Association : Meilleur acteur dans un téléfilm ou une mini série pour Hornblower
- 2006 : MTV Movie & TV Awards : Meilleure distribution pour Les Quatre Fantastiques
- 2008 : Razzie Awards : Pire couple à l'écran pour Les Quatre Fantastiques et le Surfeur d'argent, nomination partagée avec Jessica Alba

## Voix françaises
| - Xavier Fagnon dans : - Le Roi Arthur - Les Quatre Fantastiques - Les Quatre Fantastiques (jeu vidéo) - Les Quatre Fantastiques et le Surfer d'argent - Ringer (série télévisée) - San Andreas - Dr Harrow (série télévisée) - Ava - Arnaud Bedouët dans : (les séries télévisées) - Forever - Unreal - Liar : la nuit du mensonge | - Cédric Dumond dans : - Les Témoins - Les Aventures extraordinaires d'un apprenti détective - Bad Boys: Ride or Die - Franck Capillery dans : - La Chute du faucon noir - Castle (série télévisée) et aussi - William Coryn dans Titanic - Damien Boisseau dans Warriors, l'impossible mission (téléfilm) - Thierry Wermuth dans 102 Dalmatiens - Serge Faliu dans Un papa d'enfer (téléfilm) - Alexandre Gillet dans Century City (série télévisée) - Dominique Guillo dans Sanctum - Jean-Alain Velardo dans Glee (série télévisée) - Damien Ferrette dans Comment tuer son boss ? |